# Ashley Pharoah
Ashley Pharoah (* 13. September 1959 in Southampton) ist ein britischer Drehbuchautor und Filmproduzent. 

## Leben und Karriere
Pharoah wuchs in einem Dorf in Somerset auf. Nach der Universität schrieb er sich an der National Film and Television School in Beaconsfield ein. Sein Abschlussfilm Water’s Edge war für einen BAFTA nominiert, worauf Pharoah mit Drehbüchern beauftragt wurde, die zunächst nicht umgesetzt wurden. Anfang der 1990er wurde er von einem befreundeten Regisseur der Fernsehserie EastEnders engagiert, für die er darauf drei Jahre lang schrieb. Anfang der 2000er schuf er Serien wie Down to Earth und Paradise Heights (in der zweiten Staffel als The Eustace Bros). 2006 gründete er mit Matthew Graham MonasticProductions und begann die Serien, für die er am bekanntesten ist: Life on Mars – Gefangen in den 70ern mit der Fortsetzung Ashes to Ashes – Zurück in die 80er, die bis 2010 lief, und Wildes Herz Afrika (Wild at Heart) bis 2012. 2016 erschien The Living and the Dead mit Colin Morgan und 2021 In 80 Tagen um die Welt mit David Tennant.

## Filmografie
- 1984: White Elephant (Spielfilm) – Autor
- 1988: Water’s Edge (Kurzfilm) – Autor
- 1991–1994: EastEnders (Fernsehserie) – Autor 26 Episoden
- 1994–1995: Casualty (Fernsehserie) – Autor 5 Episoden
- 1996: Gerichtsmediziner Dr. Leo Dalton (Silent Witness, Fernsehserie) – Autor 4 Episoden
- 1997–1998, 2000: Where the Heart Is (Fernsehserie) – Autor 11 Episoden
- 1998: City Central (Fernsehserie) – Autor 1 Episode
- 1999: Life Support (Fernsehserie) – Schöpfer, Autor 6 Episoden
- 2000: Anchor Me (Fernsehfilm) – Autor
- 2000–2005: Down to Earth (Fernsehserie) – Schöpfer, Consultant Producer 10 Episoden,  Autor 5 Episoden
- 2002–2003: Paradise Heights/The Eustace Bros (Fernsehserie) – Schöpfer, Executive Producer 12 Episoden, Autor 9 Episoden
- 2004: Hustle – Unehrlich währt am längsten (Hustle, Fernsehserie) – Autor 1 Episode
- 2005: Tom Brown’s Schooldays (Fernsehfilm) – Executive Producer, Autor
- 2005: Die Liebe der Fancy Day (Under the Greenwood Tree, Fernsehfilm) – Autor
- 2006–2007: Life on Mars – Gefangen in den 70ern (Life on Mars, Fernsehserie) – Ko-Schöpfer, Autor 3 Episoden
- 2006–2012: Wildes Herz Afrika (Wild at Heart, Fernsehserie) – Schöpfer, Executive Producer 51 Episoden, Autor 19 Episoden
- 2008: Bonekickers (Miniserie) – Schöpfer, Executive Producer 6 Episoden, Autor 1 Episode
- 2008–2010: Ashes to Ashes – Zurück in die 80er (Ashes to Ashes) – Ko-Schöpfer, Executive Producer 16 Episoden, Autor 6 Episoden
- 2011: Case Histories (Fernsehserie) – Autor 2 Episoden
- 2012: Eternal Law (Fernsehserie) – Schöpfer, Executive Producer 6 Episoden, Autor 1 Episode
- 2013: Moonfleet (Miniserie) – Executive Producer, Autor 1 Episode
- 2016: The Living and the Dead (Fernsehserie) – Schöpfer, Executive Producer 6 Episoden,  Autor 4 Episoden
- 2021: In 80 Tagen um die Welt (Around the World in 80 Days, Fernsehserie) – Ko-Schöpfer, Executive Producer 8 Episoden, Autor 6 Episoden

## Auszeichnungen

### Preisverleihungen
- 1989 Chicago International Film Festival Goldener Hugo – Nominierung für Water’s Edge
- 2006 TV Quick Awards – Nominierung als Beste neue Dramaserie für Life on Mars (mit Tony Jordan, Matthew Graham)
- 2007 Broadcasting Press Guilds Awards – Auszeichnung für Life on Mars (mit Tony Jordan und Matthew Graham)
- 2007 TV Quick Awards – Nominierung als Beste beliebte Dramaserie für Life on Mars (mit Tony Jordan, Matthew Graham)
- 2007 Writers’ Guild of Great Britain Awards – Nominierung für Life on Mars (mit Chris Chibnall, Mark Greig, Matthew Graham, Guy Jenkin, Tony Jordan und Julie Rutterford)
- 2008 Geneva International Film Festival Tous Écrans – Auszeichnung mit dem Publikumspreis als Beste internationale Fernsehserie für Ashes to Ashes (mit Matthew Graham)
- 2008 Writers’ Guild of Great Britain Awards – Nominierung für Ashes to Ashes (mit Matthew Graham, Mark Greig, Julie Rutterford und Mick Ford)
- 2010 TV Quick Awards – Nominierung als Beste Familien-Dramaserie für Wildes Herz Afrika
- 2010 TV Quick Awards – Auszeichnung als Beste Dramaserie für Ashes to Ashes (mit Matthew Graham)
- 2010: Television and Radio Industries Club Awards – Nominierung als Beste Krimiserie für Ashes to Ashes (mit Tony Jordan und Matthew Graham)
- 2010 Writers’ Guild of Great Britain Awards – Nominierung für Ashes to Ashes (mit Matthew Graham, Julie Rutterford, Tom Butterworth, Chris Hurford, Jack Lothian und James Payne)
- 2011: Television and Radio Industries Club Awards – Nominierung als Dramaserie des Jahres für Ashes to Ashes (mit  Matthew Graham)

### Ehrungen
- 2011: Ehrenmitgliedschaft der National Film and Television School[2]
- 2016: Ehrendoktor (Doctor of Letters) der Bath Spa University[3]